# Кромид лук
Вижте пояснителната страница за други значения на Лук.
Кромидът (Allium cepa), наричан още кромид лук или само лук, е двугодишно растение от род Лук, използвано широко в готварството. Основно се използват луковиците на възрастните растения преди началото на зимата. Също се използват листата на младите растения, често наричани пресен лук или зелен лук.
Има характерен силен лют вкус и остра миризма, особено в луковиците. Те се омекотяват при готвене, при което вкусът става сладък. Луковиците имат суха външна обвивка и месеста слоеста вътрешност. Използвани по целия свят за кулинарни цели, те имат разнообразни форми и цветове.
Арпаджик (от турски arpaçik soğanı) се наричат дребните глави кромид лук, пораснали от семе в края на първата година от засаждането им. Арпаджикът основно се използва за повторно засяване, за да се отгледат едрите глави лук. Понякога се използва и за приготвяне на ястия.

## Сортове и начини за отглеждане
Лукът се отглежда от семена или от арпаджик – много дребни луковици, получени чрез засяване на семената много нагъсто. Арпаджикът се засажда и отглежда по-лесно, защото не се налага предварително засяване за разсад и разсаждане, но се смята, че луковиците на лука, отгледан от арпаджик, не са толкова трайни. Първата година от семената се формира арпаджик. Засаденият арпаджик на втората година формира едри глави зрял лук. На втората или на третата година се формират цветоносни стъбла със семена.
При някои полулютиви сортове с по-бърз темп на растеж и развитие, е възможно след директна сеитба на семена, в рамките на един вегетационен период да се получат едри луковици. (Пионер, Юбилей 50, Успех 6, Рекорд 2, Пловдивски червен.)
И двата метода за отглеждане могат да се използват за получаване на зелен лук, който се бере, преди да е образувал луковици. Има и друг вид лук, който по принцип не образува луковици и се използва по същия начин – лук батун (Allium fistulosum).
| Според лютивината                                                                                       | Име на сорта          | Снимка | Информация |
| --- | --------------------- | ------ | --- |
| Лютиви                                                                                                  | Лясковски             |        | - Сухо вещество: над 14%. - Продължителна съхраняемост. - Отглеждат се от арпаджик. - Специално Конкурент бял и Тримонциум са подходящи както за двугодишно, така и за едногодишно безразсадово отглеждане. |
| Лютиви                                                                                                  | Тримонциум            |        | - Сухо вещество: над 14%. - Продължителна съхраняемост. - Отглеждат се от арпаджик. - Специално Конкурент бял и Тримонциум са подходящи както за двугодишно, така и за едногодишно безразсадово отглеждане. |
| Лютиви                                                                                                  | Конкурент             |        | - Сухо вещество: над 14%. - Продължителна съхраняемост. - Отглеждат се от арпаджик. - Специално Конкурент бял и Тримонциум са подходящи както за двугодишно, така и за едногодишно безразсадово отглеждане. |
| Лютиви                                                                                                  | Конкурент бял         |        | - Сухо вещество: над 14%. - Продължителна съхраняемост. - Отглеждат се от арпаджик. - Специално Конкурент бял и Тримонциум са подходящи както за двугодишно, така и за едногодишно безразсадово отглеждане. |
| Полулютиви                                                                                              | Юбилей 50             |        | - Сухо вещество: 11 – 14%. - Добра зимна съхраняемост. - Бърз темп на растеж и развитие. - Директна сеитба на семена: за един вегетационен период формират едри луковици.                                   |
| Сладки                                                                                                  | Асеновградска каба №5 |        | - Малка съхраняемост. - Чрез разсад или чрез директна сеитба. |
| Източник: Център за трансфер на технологии „Марица“ Архив на оригинала от 2016-03-14 в Wayback Machine. |                       |        | |

## История
Смята се, че луковици от семейството на лука са използвани за храна от хилядолетия. В палестински селища от Бронзовата епоха са намерени следи от остатъци от лук заедно с вкаменени смокини и фурми, датиращи от около 5000 г. пр.н.е. Би било само догадка да се мисли, че лукът е бил културно отгледан. Археологическите и писмени доказателства показват, че културното отглеждане вероятно е започнало около 2000 години по-късно в Древен Египет. Това е станало заедно с културното отглеждане на праз и чесън и се смята, че работниците, строили пирамидите, са хранени с репи и лук.
Лукът се отглежда лесно и е удобен за транспортиране и складиране. Египтяните го обожествявали, вярвайки, че сферичната му форма и концентричните пръстени символизират вечния живот. Лук е използван дори при погребенията, както се вижда от следите от лук, намерени в очните гнезда на Рамзес IV. Вярвали, че ако при погребението с мъртвите се погребе лук, силната му миризма ще върне духа им. Лукът по-късно достигнал до Гърция, където атлетите ядели големи количества лук, защото щял да олекоти баланса на кръвта им. Римските гладиатори били натривани с лук за да се втвърдят мускулите им. В Средновековието лукът е бил толкова важна храна, че хората си плащали наемите с него и дори го поднасяли като подарък. Лекарите предписвали лук като лек срещу главоболие, ухапвания от змия и косопад. Лукът е занесен в Северна Америка от Христофор Колумб при експедицията му до Хаити от 1493 г.
Лукът е една от първите земеделски култури, споменати писмено – в Библията, Числа (11:5) като част от диетата на египтяните по това време. По времето на Плиний Стари са били познати 6 вида лук, описани от него в „Естествена история“.

## Употреба в медицината и готварството
Лукът се продава в прясно, замразено, изсушено или консервирано състояние. Могат да се използват, нарязани ситно или на филийки, в почти всички видове храна, като готвени храни и пресни салати, както и като пикантна гарнитура. Много рядко се яде самостоятелно.
В българската кулинарна практика най-често употребяваните сортове кромид лук са групирани в 3 вида – обикновен кромид, воден (воднян, салатен) и червен (цветен) лук. Обикновеният кромид е най-употребяваният универсален готварски лук. Водният лук е с по-вретеновидни грудки, на вкус е по-нелютив, често дори сладникав. Често се използва за салати, поради което е наричан салатен кромид. Червеният кромид лук също се ползва за салати, но може да замени обикновения кромид; налични са сортовете червен лук, които са като воден и такива, които са като обикновен кромид лук. Характерното за сортовете червен кромид е, че люспите са с различни оттенъци на пурпурна, виолетова или синкава украса (въпреки името си).
- В зависимост от вида и сорта, лукът може да бъде много лют или слабо лют, дори сладък.
- Нарязан ситно, той е едно от растенията, смятани за „света троица“ на луизианската креолска и кейджън кухнята.
- Маринован арпаджик се използва за украса на коктейли като „Гибсънс“.

Лукът има противопростудно действие и помага поне малко при сърдечни заболявания, диабет и други болести и съдържа противовъзпалителни, противохолестеролни, противоракови и антиоксидантни съставки като кверцетин.
В много слабо развити страни лукът се използва за лекуване на обриви и циреи. В САЩ продукти, съдържащи екстракт от лук, се използват за лечение на местни белези.

## Защо лукът дразни очите?
Когато лукът се реже, клетките му се разпукват. Клетките на лука имат две части – една с ензими, наречени алианази, и една със сулфиди (аминокиселинни сулфоксиди). Ензимите разрушават сулфидите и образуват сулфенови киселини. Сулфеновата киселина е нестабилна и се разпада на летлив газ, наречен сон-пропанетал-S-оксид. Газът се разсейва във въздуха и ако попадне в очите, реагира с водата и образува слаб разтвор на сярна киселина. Тя дразни нервните окончания в очите и те „лютят“. Реагирайки на дразнението, слъзните жлези отделят сълзи, за да разтворят и отмият дразнителя.
Отделянето на газ може да се предотврати най-добре чрез рязане на лука под течаща вода или под вода, макар че това не е особено практично. Намокрянето на ръцете, лука и ножа преди рязане намалява ефекта, защото част от газа реагира с влагата и не достига до очите. Тази реакция оставя аромат, който може да се отстрани с лимон. Дишането изключително през устата по време на рязане на лук също помага. Острият нож ще разпука по-малко клетки и дразнението на очите ще е по-слабо. Охладеният лук (държан известно време в хладилник) дразни очите по-малко от лука, държан при стайна температура, тъй като по-ниската температура забавя действието на ензимите и дифузията на газа. Някои хора „замразяват“ ножа във фризер за около 2 минути преди рязане на лук, за да предотвратят сълзите.
Различните видове лук отделят различни количества сулфенови киселини и дразненето, което предизвикват, е различно.
Рязането под включен аспиратор почти напълно премахва ефекта на дразнение.

## Близки видове
Родът Лук (Allium) е голям и повечето му видове се наричат лук в широкия смисъл. Широко отглеждани като зеленчуци са видовете праз, чесън, сибирски лук и др. Има и декоративни видове като Allium moly.
Няколко вида лук, между които A. canadense и A. diabolense, могат да се берат диви, а листата и луковиците им да се използват за храна.